# Oke Ero
Oke Ero è una delle aree a governo locale (local government areas) in cui è suddiviso lo stato di Kwara, in Nigeria. Estesa su una superficie di 438 km², conta una popolazione di 57.619 abitanti.